# 碧風羽
碧風羽（みどりふう、1984年3月22日-）は、日本のイラストレーター。埼玉県出身。

## 経歴
「Fellows!」の表紙イラストを創刊から「ハルタ」への誌名変更まで担当し、誌名変更後も度々執筆していた。その後、本人の話によるとエンターブレイン（当時、現在はKADOKAWAの1ブランド）とは決別している。

## 主な作品

### 書籍

#### イラスト

##### 小説（長編）
- 作品名50音順

アヴェントの娘（著：永野水貴）レガロシリーズ
- アヴェントの娘 ISBN 978-4-7816-0401-5
- アヴェントの娘 -金の騎士は姫君に誓う- ISBN 978-4-7816-0530-2
- アヴェントの娘 -碧眼の囚われ人- ISBN 978-4-7816-0610-1
- アヴェントの娘 -《選ばれた娘》の結婚- ISBN 978-4-7816-0826-6
- アヴェントの娘 -最後の選択- ISBN 978-4-7816-1124-2

淡海乃海 水面が揺れる時（著：イスラーフィール）TOブックス
- 淡海乃海 水面が揺れる時〜三英傑に嫌われた不運な男、朽木基綱の逆襲〜 ISBN 978-4-8647-2627-6
- 淡海乃海 水面が揺れる時〜三英傑に嫌われた不運な男、朽木基綱の逆襲〜弐 ISBN 978-4-8647-2672-6
- 淡海乃海 水面が揺れる時〜三英傑に嫌われた不運な男、朽木基綱の逆襲〜参 ISBN 978-4-8647-2708-2
- 淡海乃海 水面が揺れる時〜三英傑に嫌われた不運な男、朽木基綱の逆襲〜四 ISBN 978-4-8647-2767-9
- 淡海乃海 水面が揺れる時〜三英傑に嫌われた不運な男、朽木基綱の逆襲〜五 ISBN 978-4-8647-2799-0
- 淡海乃海 水面が揺れる時〜三英傑に嫌われた不運な男、朽木基綱の逆襲〜六 ISBN 978-4-8647-2839-3
- 淡海乃海 水面が揺れる時〜三英傑に嫌われた不運な男、朽木基綱の逆襲〜七 ISBN 978-4-8647-2979-6
- 淡海乃海 水面が揺れる時〜三英傑に嫌われた不運な男、朽木基綱の逆襲〜八 ISBN 978-4-8669-9023-1
- 淡海乃海 水面が揺れる時〜三英傑に嫌われた不運な男、朽木基綱の逆襲〜九 ISBN 978-4-8669-9079-8
- 淡海乃海 水面が揺れる時〜三英傑に嫌われた不運な男、朽木基綱の逆襲〜十 ISBN 978-4-8669-9120-7
- 淡海乃海 水面が揺れる時 外伝集〜老雄〜 ISBN 978-4866991788
- 淡海乃海 水面が揺れる時〜三英傑に嫌われた不運な男、朽木基綱の逆襲〜十一 ISBN 978-4866992976
- 淡海乃海 水面が揺れる時〜三英傑に嫌われた不運な男、朽木基綱の逆襲〜十二 ISBN 978-4866993553
- 淡海乃海 水面が揺れる時 外伝集〜老雄〜ニ ISBN 978-4866995700
- 淡海乃海　水面が揺れる時〜三英傑に嫌われた不運な男、朽木基綱の逆襲〜十三 ISBN 978-4866996738
- 淡海乃海　水面が揺れる時〜三英傑に嫌われた不運な男、朽木基綱の逆襲〜十四 ISBN 978-4866997742
- 淡海乃海　水面が揺れる時〜三英傑に嫌われた不運な男、朽木基綱の逆襲〜十五 ISBN 978-4866999692
- 淡海乃海　水面が揺れる時〜三英傑に嫌われた不運な男、朽木基綱の逆襲〜十六 ISBN 978-4867941270
- 淡海乃海　水面が揺れる時〜三英傑に嫌われた不運な男、朽木基綱の逆襲〜十七 ISBN 978-4867944363

アルサラスの贖罪（著：デイヴィッド・エディングス、リー・エディングス、翻訳：宇佐川晶子）ハヤカワ文庫FT
- アルサラスの贖罪 1 黒猫の家 ISBN 978-4150205003
- アルサラスの贖罪 2 女王と軍人 ISBN 978-4150205041
- アルサラスの贖罪 3 善と悪の決戦 ISBN 978-4150205089

イサークの図書館 失われた都（著：ケン・スコールズ、翻訳：金子司）ハヤカワ文庫FT
- イサークの図書館 失われた都　上　ISBN 978-4-1502-0535-5
- イサークの図書館 失われた都　下　ISBN 978-4-1502-0536-2

異伝 淡海乃海〜羽林、乱世を翔る〜（著：イスラーフィール）TOブックス
- 異伝 淡海乃海〜羽林、乱世を翔る〜一 ISBN 978-4-8-669-9010-1
- 異伝 淡海乃海〜羽林、乱世を翔る〜二 ISBN 978-4-8-669-9217-4
- 異伝 淡海乃海〜羽林、乱世を翔る〜三 ISBN 978-4-8-669-9525-0
- 異伝 淡海乃海〜羽林、乱世を翔る〜四 ISBN 978-4-8-669-9916-6
- 異伝 淡海乃海〜羽林、乱世を翔る〜五 ISBN 978-4-8-6794-317-5

後宮の花シリーズ（著：天城智尋）双葉文庫
- 後宮の花は偽りをまとう ISBN 978-4-575-52191-7
- 後宮の花は偽りを散らす ISBN 978-4-575-52246-4
- 後宮の花は偽りを隠す ISBN 978-4-575-52309-6
- 後宮の花は偽りで護る ISBN 978-4-575-52377-5
- 後宮の花は偽りに惑う ISBN 978-4-575-52442-0

師匠シリーズ（著：ウニ）同人誌
- 師匠シリーズの6

シャイニング・シリーズ（著：加納新太、いずれもTonyとの共同イラスト）ファミ通文庫
- シャイニング・ティアーズ to ウィンド 姫君たちの冒険 ISBN 978-4-7577-3509-5
- シャイニング・ウィンド -アナザーリンク- 鬼封じの剣士 ISBN 978-4-7577-3563-7
- シャイニング・ハーツ やさしいパンの薫る島 ISBN 978-4-04-727226-2

スターチャレンジャー（著：香西美保）ポプラポケット文庫
- スターチャレンジャー 銀河の冒険者 ISBN 978-4-5911-1187-1
- スターチャレンジャー ライバルは異星の王子 ISBN 978-4-5911-1527-5

空猫の森のナツミ（著：南天美保）B's-LOG文庫
- 空猫の森のナツミ ISBN 978-4-7577-3067-0
- 空猫の森のナツミII ISBN 978-4-7577-3418-0

伝説シリーズ（著：西尾維新）講談社ノベルス
- 悲終伝 ISBN 978-4-06-299119-3 ※シリーズ最終巻のみ

陶都物語 〜赤き炎の中に〜（著：まふまふ）HJノベルス
- 陶都物語 〜赤き炎の中に〜 壱 ISBN 978-4-7986-1437-3 ※シリーズ第一巻のみ

町をつくる能力!? 〜異世界につくろう日本都市〜（著：ルンパルンパ）宝島社
- 町をつくる能力!? 〜異世界につくろう日本都市〜 ISBN 978-4-8002-6056-7
- 町をつくる能力!? 〜異世界につくろう日本都市〜 町の栄華と崩壊の日 ISBN 978-4-8002-7266-9

三田一族の意地を見よ 〜転生戦国武将の奔走記〜（著：三田弾正）MFブックス
- 三田一族の意地を見よ 〜転生戦国武将の奔走記〜 ISBN 978-4-0406-7662-3
- 三田一族の意地を見よ 〜転生戦国武将の奔走記〜 2 ISBN 978-4-0406-8022-4
- 三田一族の意地を見よ 〜転生戦国武将の奔走記〜 3 ISBN 978-4-0406-8345-4
- 三田一族の意地を見よ 〜転生戦国武将の奔走記〜 4 ISBN 978-4-0406-8744-5
- 三田一族の意地を見よ 〜転生戦国武将の奔走記〜 5 ISBN 978-4-0406-9141-1

ミラクルアイドルメグ（著：安河内哲也）東進ブックス 英文多読シリーズ
- ミラクルアイドルメグ 1 ISBN 978-4-8908-5560-5
- ミラクルアイドルメグ 2 ISBN 978-4-8908-5561-2

蟲愛づる姫君シリーズ（著：宮野美嘉）小学館文庫キャラブン!
- 蟲愛づる姫君の婚姻 ISBN 978-4-0940-6652-4
- 蟲愛づる姫君の寵愛 ISBN 978-4-0940-6718-7
- 蟲愛づる姫君の蜜月 ISBN 978-4-0940-6752-1
- 蟲愛づる姫君の純潔 ISBN 978-4-0940-6801-6
- 蟲愛づる姫君の永遠 ISBN 978-4-0940-6871-9
- 蟲愛づる姫君の宝匣 ISBN 978-4-0940-6876-4
- 蟲愛づる姫君 後宮の魔女は笑う ISBN 978-4-0940-7017-0
- 蟲愛づる姫君 寵妃は恋に惑う ISBN 978-4094070552
- 蟲愛づる姫君 虜囚の王妃は夜をしのぶ ISBN 978-4094070682
- 蟲愛づる姫君 魔女の王国の終焉 ISBN 978-4094071573

竜殺しの過ごす日々（著：赤雪トナ）ヒーロー文庫
- 竜殺しの過ごす日々1 ISBN 978-4-07-283096-3
- 竜殺しの過ごす日々2 ISBN 978-4-07-283104-5
- 竜殺しの過ごす日々3 ISBN 978-4-07-287160-7
- 竜殺しの過ごす日々4 ISBN 978-4-07-287728-9
- 竜殺しの過ごす日々5 ISBN 978-4-07-287734-0
- 竜殺しの過ごす日々6 ISBN 978-4-07-289779-9
- 竜殺しの過ごす日々7 ISBN 978-4-07-290989-8
- 竜殺しの過ごす日々8 ISBN 978-4-07-291658-2
- 竜殺しの過ごす日々9 ISBN 978-4-07-292209-5
- 竜殺しの過ごす日々10 ISBN 978-4-07-293491-3
- 竜殺しの過ごす日々11 ISBN 978-4-07-294705-0

輪環の魔導師（著：渡瀬草一郎）電撃文庫
- 輪環の魔導師 闇語りのアルカイン ISBN 978-4-8402-4066-6
- 輪環の魔導師2 旅の終わりの森 ISBN 978-4-8402-4191-5
- 輪環の魔導師3 竜骨の迷宮と黒狼の姫 ISBN 978-4-04-867132-3
- 輪環の魔導師4 ハイヤードの竜使い ISBN 978-4-04-867268-9
- 輪環の魔導師5 傀儡の城 ISBN 978-4-04-867598-7
- 輪環の魔導師6 賢人達の見る夢 ISBN 978-4-04-867906-0
- 輪環の魔導師7 疾風の革命 ISBN 978-4-04-868462-0
- 輪環の魔導師8 永き神々の不在 ISBN 978-4-04-870237-9
- 輪環の魔導師9 神界の門 ISBN 978-4-04-870740-4
- 輪環の魔導師10 輪る神々の物語 ISBN 978-4-04-886857-0

##### 小説（単発）
- 出版社発売順

ZIGZAG NOVELS
- 闇の王（著：高橋ショウ） ISBN 978-4-43-410139-7　

B's-LOG文庫
- レジェンド・オブ・クリスタルノーツ 白銀の剣姫（著：天流桂子） ISBN 978-4-75-774980-1

C★NOVELSファンタジア
- 風の島の竜使い（著：片倉一） ISBN 978-4-12-501118-9

ハヤカワ文庫FT
- 大魔導師の召喚  魔法プログラマー＠ウィズ（著：リック・クック） ISBN  978-4-15-020529-4

カドカワ銀のさじシリーズ
- ドラゴニア王国物語（著：みおちづる）ISBN 978-4-0487-4190-3

メガミ文庫
- 成金（著：三三珂） ISBN 978-4-05-903550-3

講談社ノベルス
- 少女不十分（著：西尾維新）ISBN 978-4-0618-2800-1

幻冬舎ルネッサンス
- 王女のための骨董遊戯（著：冬野真帆）ISBN 978-4-7790-0849-8

東進ブックス 英文多読シリーズ
- 霊感少女リサ（著：安河内哲也） ISBN 978-4-8908-5553-7

集英社みらい文庫
- くるみ割り人形 白鳥の湖 バレエ名作物語（著：ひかわ玲子） ISBN 978-4-0832-1126-3
- 新訳 吸血鬼ドラキュラ 女吸血鬼カーミラ （原作：ブラム・ストーカー、レ・ファニュ、翻訳：長井那智子） ISBN 978-4-0832-1197-3

PHP研究所（文庫版は VG文庫）
- タオルケットをもう一度（原作：水野輝和、著：ひびき遊） ISBN 978-4-5698-1795-8 
  - （文庫本）タオルケットをもう一度（原作：水野輝和、著：ひびき遊） ISBN 978-4-5697-6528-0

- さちさちにしてあげる（著：石沢克宜、原作：ika、小林幸子） ISBN 978-4-5698-3157-2

TO文庫
- ベースメント（著：井川楊枝） ISBN 978-4-8647-2544-6

レッドライジングブックス
- 勇者の出番ねぇからっ! ! 異世界転生するけど俺は脇役だと言われました（著：草薙刃） ISBN 978-4-8030-1031-2

LINE文庫
- 科学オタクと霊感女 成仏までの方程式（著：半田畔） ISBN 978-4-9085-8892-1

アークライトノベルス
- 風とタンポポ 〜惑星環物語〜（著：森岡浩之） ISBN 978-4-1986-4951-7

角川ビーンズ文庫
- 平安仮そめ恋契り 鬼の中将と琴音の姫（著：藤咲実佳） ISBN 978-4-0410-9173-9

TOブックス
- ざまぁの後の王子様とわたし（著：家具付） ISBN 978-4-86699-0804

ツギクルブックス
- 転生したけどチート能力を使わないで生きてみる（著：大邦将人） ISBN 978-4-8156-0693-0

スターツ出版文庫
- 後宮の巫女嫁〜白虎の時を超えた寵愛〜（著：忍丸）ISBN 978-4813711971

##### 参考書
- 幻想レシピ〜ファンタジー世界のつくり方〜（著：榎本秋、新紀元社）ISBN 978-4775308660
- キャラクターレシピ　〜創作世界の100キャラクター〜（著：榎本秋、新紀元社）ISBN 978-4775309674

##### 雑誌
- Fellows! (表紙)

#### 漫画
- 浸透圧（『Swimsuits Fellows! 2009』）
- 散花薫る（『Fellows!』volume7）
- ばり★かん!（『人外フェローズ』、『Fellows!』volume14）
- マギー・シャンと春待ち夫人（『Fellows!』volume15）
- Holy Star（『Fellows!』volume16B）
- カバー・ストーリー（『Fellows!』volume17） - フルカラー漫画
- 此岸郷愁（『Fellows!(Q)』Quite）
- ドッ菌! 死の天使（『ギジンカフェローズ』）

#### 描き方本
- なぞって上達! マンガキャラ描き方・デッサン-基本とコツがよくわかる!（池田書店）　ISBN 978-4262147383
- キャラ&背景がいきるマンガカラーテクニック 色づかいの基本と応用がすべてわかる!（池田書店） ISBN 978-4262154015 ※共著
- コピックをはじめよう（飛鳥新社） ISBN 978-4864100670 ※共著
- pixiv.make! 碧風羽のSAI+Photoshopで出来る漫画の描き方（エンターブレイン） ISBN 978-4047280212
- 5人のプロ絵師によるキャラクターの色塗りテクニック: 着色の基本から配色、質感、色彩設計までマスターしよう!（誠文堂新光社） ISBN 978-4416113585 ※共著
- 匠絵師の技法 碧風羽 イラスト上達のための塗り、構図、考え方（エムディエヌコーポレーション） ISBN 978-4844364665 ※共著

#### 画集
- Foo Midori's Book of Pictures 碧風羽画集（エンターブレイン） ISBN 978-4-04-727239-2

### オンラインゲーム
- シルクロードレボリューション（公式サイトキャラクターデザイン）
- イースオンライン（公式サイトキャラクターデザイン）
- グラナド・エスパダ（キャラクターコスチュームデザイン）
- アルテイル（カードイラスト）
- 戦国IXA（カードイラスト）
- チェインクロニクル（キャラクターイラスト）

### VOCALOID
- Sachiko（イメージキャラクター）

### テレビアニメ
- 輪廻のラグランジェ 第８話 エンドカードイラスト
- 本好きの下剋上 司書になるためには手段を選んでいられません 第20話 エンドカードイラスト

### トレーディングカードゲーム
- マジック:ザ・ギャザリング 灯争大戦 ("覆いを割く者、ナーセット" ・ "盾魔道士、テヨ")